# Катуни
Катуни су насељено место у саставу општине Шестановац, Сплитско-далматинска жупанија, Република Хрватска.

## Историја
До територијалне реорганизације у Хрватској налазили су се у саставу старе општине Омиш.

## Становништво
На попису становништва 2011. године, Катуни су имали 562 становника.
| Број становника по пописима | Број становника по пописима | Број становника по пописима | Број становника по пописима | Број становника по пописима | Број становника по пописима | Број становника по пописима | Број становника по пописима | Број становника по пописима | Број становника по пописима | Број становника по пописима | Број становника по пописима | Број становника по пописима | Број становника по пописима | Број становника по пописима | Број становника по пописима |
| --------------------------- | --------------------------- | --------------------------- | --------------------------- | --------------------------- | --------------------------- | --------------------------- | --------------------------- | --------------------------- | --------------------------- | --------------------------- | --------------------------- | --------------------------- | --------------------------- | --------------------------- | --------------------------- |
| 1857                        | 1869                        | 1880                        | 1890                        | 1900                        | 1910                        | 1921                        | 1931                        | 1948                        | 1953                        | 1961                        | 1971                        | 1981                        | 1991                        | 2001                        | 2011                        |
| 962                         | 1.176                       | 1.168                       | 1.376                       | 1.522                       | 1.727                       | 1.801                       | 1.643                       | 1.613                       | 1.476                       | 1.496                       | 1.227                       | 1.266                       | 959                         | 804                         | 562                         |

Напомена: У 1991. смањено издвајањем делова подручја насеља која су припојена насељима Шестановац и Задварје (општина Задварје). Од 1857. до 1961. садржи део података за насеље Шестановац, као и део података за насеље Задварје (општина Задварје), од 1857. до 1971.

### Попис1991.
На попису становништва 1991. године, насељено место Катуни је имало 959 становника, следећег националног састава:
| Попис 1991.‍ | Попис 1991.‍ | Попис 1991.‍ | Попис 1991.‍ | Попис 1991.‍ |
| ----------- | ----------- | ----------- | ----------- | ----------- |
|             |             |             |             |             |
| Хрвати      | Хрвати      |             | 953         | 99,37%      |
| Немци       | Немци       |             | 2           | 0,20%       |
| Македонци   | Македонци   |             | 1           | 0,10%       |
| остали      | остали      |             | 1           | 0,10%       |
| непознато   | непознато   |             | 2           | 0,20%       |
| укупно: 959 |             |             |             |             |